# Cyclolejeunea foliorum
Cyclolejeunea foliorum là một loài Rêu trong họ Lejeuneaceae. Loài này được (Nees) Grolle mô tả khoa học đầu tiên năm 1988.